# Santa Elena (Paraguay)
Santa Elena è un centro abitato del Paraguay, situato nel Dipartimento di Cordillera, a 101 km dalla capitale del paese, Asunción. Forma uno dei 20 distretti in cui è diviso il dipartimento.

## Popolazione
Al censimento del 2002 la località contava una popolazione urbana di 1.110 abitanti (5.703 nel distretto).

## Caratteristiche
Elevata alla categoria di distretto il 5 ottobre del 1936, Santa Elena deve il suo nome alla sua fondatrice, Elena Gaona; anticamente era chiamata Estancia Guasú. La località, situata sulle sponde del fiume Yhaguy, ha come propria attività principale l'agricoltura; esistono nella zona anche distillerie di petitgrain.